# Davenport (Washington)
Davenport és una població dels Estats Units i seu del comtat de Lincoln a l'estat de Washington. Segons el cens del 2000 tenia 1.730 habitants.

## Demografia
Segons el cens del 2000, Davenport tenia 1.730 habitants, 707 habitatges, i 436 famílies. La densitat de població era de 442,4 habitants per km².
Dels 707 habitatges en un 30,8% hi vivien nens de menys de 18 anys, en un 50,1% hi vivien parelles casades, en un 9,2% dones solteres, i en un 38,3% no eren unitats familiars. En el 33,8% dels habitatges hi vivien persones soles el 18% de les quals corresponia a persones de 65 anys o més que vivien soles. El nombre mitjà de persones vivint en cada habitatge era de 2,34 i el nombre mitjà de persones que vivien en cada família era de 3,01.
Per edats la població es repartia de la següent manera: un 25,7% tenia menys de 18 anys, un 5,8% entre 18 i 24, un 24,7% entre 25 i 44, un 21,7% de 45 a 60 i un 22% 65 anys o més.
L'edat mediana era de 41 anys. Per cada 100 dones de 18 o més anys hi havia 79,7 homes.
La renda mediana per habitatge era de 37.900 $ i la renda mediana per família de 47.708 $. Els homes tenien una renda mediana de 34.531 $ mentre que les dones 21.875 $. La renda per capita de la població era de 20.090 $. Aproximadament el 8,5% de les famílies i l'11,2% de la població estaven per davall del llindar de pobresa.

## Poblacions més properes
El següent diagrama mostra les poblacions més properes.